# Louis d'Aube de Roquemartine
Louis d'Aube de Roquemartine fut évêque de Grasse de 1675 à 1680 puis comte-évêque de Saint-Paul-Trois-Châteaux de 1680 à 1713.

## Biographie
D'origine arlésienne, il fut le dernier représentant, après le décès de son frère aîné Claude, marquis de Roquemartine, de la famille des Albe ou Aube de Roquemartine remontant à cinq siècles ; né à Roquemartine le 9 décembre 1630, baptisé le 5 mars 1634 à Arles, où il mourut le 19 septembre 1713, il fut aussi prévôt de la métropole St Trophime de 1650 à 1704.